# Relaciones Sudán-Ucrania
Las relaciones entre Sudán y Ucrania son las relaciones bilaterales entre la República de Sudán y Ucrania. Las relaciones existen desde la desintegración soviética.

## Historia
Sudán reconoció la independencia de Ucrania el 25 de abril de 1992 y estableció relaciones diplomáticas poco después con la Ucrania postsoviética.
En 2002 tuvo lugar la primera visita de un importante funcionario sudanés a Ucrania, cuando visitó el país el jefe del Ministerio de Asuntos Exteriores de Sudán. Otra delegación visitó el país en 2009 para desarrollar la cooperación agrícola.
Después del comienzo de la guerra ruso-ucraniana en la que Rusia intervino con proxys ucranianos y de forma encubierta partes del este de Ucrania y la península de Crimea, la delegación de Sudán en la Asamblea General de la ONU "adoptó principalmente una posición prorrusa" de 2014 a 2020, votando en contra de resoluciones que afirmaban la integridad territorial de Ucrania. Sin embargo, Sudán ha suministrado armas a Ucrania después del inicio del ingreso directo de las Fuerzas Armadas Rusas a gran escala en Ucrania en 2022. A su vez, Ucrania ha ayudado militarmente al gobierno de Abdelfatah al Burhan directamente durante la guerra civil sudanesa que comenzó en 2023 debido a intereses compartidos en oposición a la geopolítica de Moscú, que respalda a las rebeldes Fuerzas de Apoyo Rápido. En agosto de 2023, se reveló que Ucrania planeaba construir una nueva embajada en Sudán, como parte de una estrategia más amplia para establecer mejores relaciones con los países africanos.

## Intercambio educativo y cultural
En 2019, había 332 estudiantes sudaneses estudiando en el extranjero en Ucrania.

## Misiones diplomáticas
La Embajada de Sudán en Ucrania se estableció en septiembre de 2013. También hay un Consulado Honorario de Ucrania en Jartum, Sudán.